# Circulación atmosférica
La circulación atmosférica es el movimiento del aire a gran escala y, junto con las corrientes marinas,⁣ el medio por el que el calor se distribuye sobre la superficie de la Tierra. Sin embargo, hay que tener en cuenta que aunque el papel de las corrientes oceánicas parece más pequeño de acuerdo con su volumen en comparación con el de la circulación atmosférica, su importancia en cuanto al flujo de calor entre las distintas zonas geoastronómicas es muy grande y mucho mayor que el que registra la atmósfera, por la notable diferencia de densidad entre el aire y las aguas oceánicas que ocasiona que el calor específico transportado por un m³ de agua oceánica sea muy superior al que puede desplazar un m³ de aire.

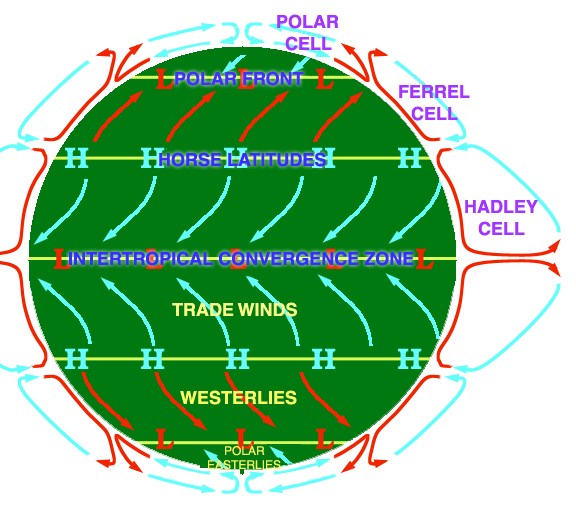
Una visión ideal de las tres células de circulación.

La circulación atmosférica varía ligeramente de año en año, al menos a escala detallada, pero la estructura básica permanece siempre constante. Sin embargo, los sistemas atmosféricos individuales —depresiones de media latitud o células convectivas tropicales— ocurren aparentemente en forma aleatoria y está aceptado que el tiempo meteorológico a escala local o regional no se puede pronosticar más allá de un breve período: quizá un mes en teoría o (actualmente) sobre diez días en la práctica. No obstante, la media a largo plazo de estos sistemas —el clima— es muy estable.

## Características de la circulación longitudinal
La circulación atmosférica cambia continuamente pero la tendencia básica es relativamente constante. Las borrascas de latitudes medias o los ciclones tropicales individuales se desarrollan en casi todas partes según una previsibilidad a veces cercana a la teoría del caos, pero la tendencia promedio es estable.
Hay tres zonas de circulación del viento entre el Ecuador y cada polo:
- la primera zona es la de la célula de Hadley que se sitúa entre el ecuador y los 30 grados N y S, donde encontramos vientos regulares que soplan del noreste en el hemisferio norte y del sureste en el hemisferio sur: los vientos alisios. Los navegantes han utilizado durante mucho tiempo esta zona de vientos regulares para cruzar los océanos;
- la segunda está ubicado en latitudes medias y se caracteriza por sistemas transitorios de baja presión bajo una circulación en niveles superiores generalmente del oeste, esta es la célula de Ferrel;
- la tercera son las células polares, que se encuentran respectivamente al norte y al sur de los paralelos 60 norte y sur con una circulación superficial generalmente desde el este.

Entre estas tres zonas, a una altitud que varía entre 6 y 15 km, se encuentran las corrientes en chorro que circulan por el planeta y que son uno de los precursores de la ciclogénesis.
Las células de Hadley, Ferrel, y Polar desempeñan un importante papel en la circulación atmosférica, y vienen a constituir un efecto y no una causa de la circulación atmosférica global. Ello significa que la circulación atmosférica es el resultado de una combinación de muchos factores que actúan sobre el patrón barométrico del aire determinado por los centros de acción (anticiclones y ciclones o depresiones)
La circulación latitudinal aparece como consecuencia de que la radiación solar incidente por unidad de área es más alta en las bajas latitudes ecuatoriales, y disminuye según la latitud aumenta, alcanzando su pico mínimo en los polos. La circulación longitudinal, por otro lado, aparece dado que el agua tiene una capacidad mayor de calentamiento que la tierra, aunque necesita mucho más tiempo que el aire para absorber y expulsar calor, ya que el aire es diatérmano, es decir, se deja atravesar por los rayos solares sin calentarse, mientras que las aguas absorben lentamente ese calor de los rayos solares y lo liberan cuando la atmósfera está más fría. 
Incluso en microescala este efecto es perceptible, puesto que da origen a la brisa marina durante el día, cuando el aire calentado en la parte terrestre próxima al mar se eleva al disminuir su densidad y ello crea una especie de vacío que es ocupado por la brisa que viene del mar. Durante la noche, la situación se invierte: el aire sobre las tierras se enfría, con lo que su densidad aumenta y desciende, mientras que el aire sobre los mares se calienta al contacto con las aguas y asciende, dejando, a su vez, una especie de vacío que es ocupado por el aire frío de las tierras próximas creándose así un sistema de brisas terrestres durante las noches.

### Célula de Hadley

Representación idealizada (en el equinoccio) de la circulación atmosférica a gran escala en la Tierra, mostrando la celda de Hadley, la célula de Ferrel y el vórtice polar, adaptado

El patrón de circulación atmosférica que describió George Hadley fue un intento de explicar los vientos alisios. La célula de Hadley es un circuito cerrado de circulación que comienza en el ecuador. Allí, el aire húmedo es calentado por la superficie terrestre, disminuye su densidad y asciende. Una masa de aire similar que asciende al otro lado del ecuador obliga a esas masas de aire ascendentes a desplazarse hacia el polo. El aire ascendente crea una zona de baja presión cerca del ecuador. A medida que el aire se desplaza hacia el polo, se enfría, se vuelve más denso y desciende alrededor del paralelo 30, creando una zona de alta presión. El aire descendido se desplaza entonces hacia el ecuador a lo largo de la superficie, sustituyendo al aire que ascendió desde la zona ecuatorial, cerrando el bucle de la célula de Hadley. El movimiento hacia el polo del aire en la parte superior de la troposfera se desvía hacia el este, causado por la aceleración de coriolis (una manifestación de la conservación del momento angular). A nivel del suelo, sin embargo, el movimiento del aire hacia el ecuador en la parte baja de la troposfera se desvía hacia el oeste, produciendo un viento del este. Los vientos que fluyen hacia el oeste (desde el este, viento del este) a nivel del suelo en la célula de Hadley se denominan alisios.
Aunque la célula de Hadley se describe como situada en el ecuador, se desplaza hacia el norte (hacia latitudes más altas) en junio y julio y hacia el sur (hacia latitudes más bajas) en diciembre y enero, como consecuencia del calentamiento de la superficie por el Sol. La zona donde se produce el mayor calentamiento se denomina "ecuador térmico". Como el verano del hemisferio sur se produce entre diciembre y marzo, el movimiento del ecuador térmico hacia latitudes meridionales más altas tiene lugar entonces.
El sistema Hadley es un ejemplo de circulación térmica directa. La potencia del sistema Hadley, considerado como un motor térmico, se estima en 200 teravatios.

### Célula de Ferrel
Parte del aire que asciende a 60° de latitud diverge a gran altura hacia los polos y crea la célula polar. El resto se desplaza hacia el ecuador donde choca a 30° de latitud con el aire en altura de la célula Hadley. Allí disminuye y refuerza las dorsales de alta presión que se encuentran debajo. Una gran parte de la energía que impulsa la célula de Ferrel la proporcionan las células polar y de Hadley que circulan a ambos lados, que arrastran consigo el aire de la célula de Ferrel.
La célula de Ferrel, teorizada por William Ferrel (1817-1891), es, por lo tanto, una característica de circulación secundaria, cuya existencia depende de las células de Hadley y polar a ambos lados de ella. Podría considerarse como un torbellino creado por las células Hadley y polares.
El aire de la célula de Ferrel que desciende a 30° de latitud vuelve hacia el polo a nivel del suelo, y al hacerlo se desvía hacia el este. En la alta atmósfera de la célula de Ferrel, el aire que se desplaza hacia el ecuador se desvía hacia el oeste. Ambas desviaciones, como en el caso de las células Hadley y polar, están impulsadas por la conservación del momento angular. Como resultado, al igual que los Alisios del este se encuentran bajo la célula Hadley, los vientos del oeste se encuentran bajo la célula Ferrel.
La célula de Ferrel es débil, porque no tiene ni una fuente fuerte de calor ni un sumidero fuerte, por lo que el flujo de aire y las temperaturas en su interior son variables. Por esta razón, las latitudes medias se conocen a veces como la zona de mezcla.  Las células Hadley y polar son verdaderos bucles cerrados, la célula Ferrel no lo es, y el punto revelador está en los Alisios del Oeste, que se conocen más formalmente como "los Alisios Predominantes". Los vientos alisios del este y los vientos de levante polares no tienen nada sobre lo que prevalecer, ya que sus células de circulación de origen son lo suficientemente fuertes y se enfrentan a pocos obstáculos, ya sea en forma de características del terreno masivas o zonas de alta presión. Sin embargo, los vientos de poniente más débiles de la célula de Ferrel pueden verse perturbados. El paso local de un frente frío puede cambiar esto en cuestión de minutos, y con frecuencia lo hace. Como resultado, en la superficie, los vientos pueden variar bruscamente de dirección. Pero los vientos por encima de la superficie, donde están menos perturbados por el terreno, son esencialmente del oeste. Una zona de baja presión a 60° de latitud que se desplace hacia el ecuador, o una zona de alta presión a 30° de latitud que se desplace hacia el polo, acelerará los vientos del oeste de la célula de Ferrel. Una alta fuerte que se desplace hacia el polo puede traer vientos del oeste durante días.
El sistema Ferrel actúa como una bomba de calor con un coeficiente de operatividad de 12,1, consumiendo energía cinética de los sistemas Hadley y polar a un ritmo aproximado de 275 teravatios.

### El Niño - Oscilación Meridional[4]
El comportamiento de la célula de Walker es la clave para entender el fenómeno de El Niño (también llamado ENSO o El Niño Southern Oscillation).
Si la actividad convectiva se ralentiza en el Pacífico occidental por algún motivo (este motivo se desconoce actualmente), el dominó del clima comienza a derribarse. Primero, los vientos del oeste en la capa superior cesan. Esto corta la fuente de enfriamiento del aire en hundimiento, y, por tanto, los vientos Alisios cesan. 
La consecuencia es doble. En el Pacífico este, el agua cálida aumenta desde el oeste, ya que no hay viento en superficie para mantenerlo. Este y los efectos correspondientes de la Oscilación Meridional dan como resultado un patrón de vientos y precipitaciones en América, Australia y África Suroriental de larga duración, así como la ruptura de las corrientes oceánicas.
Mientras tanto, en el Atlántico, en capas altas, los vientos del oeste, que serían bloqueados por la circulación Walker e incapaces de alcanzar altas intensidades, lo logran. Estos vientos rompen en dos las capas altas de los huracanes y disminuye sensiblemente la cantidad de ellos que logran fortalecerse.
El contrario de El Niño es La Niña. En este caso, la célula convectiva sobre el Pacífico occidental se refuerza extraordinariamente, dando como resultado vientos más fríos de lo normal en Norteamérica y una temporada más intensa de huracanes en el Sudeste asiático y Australia oriental. Hay un aumento de la subida de agua fría del océano y un intenso aumento del viento en superficie cerca de Sudamérica, resultando en un aumento de la sequía, aunque se dice a menudo, que los pescadores en las costas sudamericanas del Pacífico obtienen más beneficios del mar, al estar más nutrido de lo normal debido, precisamente, al ascenso de aguas profundas, que traen los nutrientes para la flora y la fauna desde grandes profundidades.
La parte neutral del ciclo —el componente "normal"— ha sido denominada humorísticamente como "La Nada".

Salida del Sol sobre el limbo de la Tierra, y una tormenta tropical.

## Sistemas semipermanentes
Dependiendo del relieve del terreno, de la temperatura de la superficie del mar y de las corrientes oceánicas, así como de la insolación estacional, algunas regiones de la Tierra tendrán un predominio durante una parte significativa del año de bajas o altas presiones en los mapas que muestran la presión media mensual. Esto no significa que estos sistemas sean estacionarios en esos lugares, sino que los sistemas de un determinado tipo permanecen allí más tiempo, son más intensos, o ambas cosas.
Durante el invierno del hemisferio norte, sobre el continente norteamericano y Asia se desarrollan centros de altas presiones, debidos a un intenso enfriamiento de la superficie, como el Alto Siberiano. En verano, es mucho menos frecuente que estas zonas estén dominadas por un anticiclón.
Sobre los océanos, el Alto del Pacífico Norte, cerca de Hawái, y el Alto de las Azores/Bermudas, sobre el centro del Atlántico Norte, se encuentran en la parte descendente de la célula de Hadley. Dos centros de bajas presiones se desarrollan en invierno al acercarse a las regiones árticas: la zona de bajas presiones de Islandia y la zona de bajas presiones de las Aleutianas. Estas últimas son más difusas en verano a medida que las dos altas se refuerzan y se forma una baja térmica sobre toda Asia Central y se extiende hacia África sobre el Sahara.
En el hemisferio sur, predominantemente oceánico, este tipo de sistema meteorológico semipermanente no está bien desarrollado debido a la falta de contrastes térmicos. Sin embargo, sobre Australia se forma en invierno un sistema de altas presiones térmicas debido al enfriamiento de su gran desierto interior. En los océanos, hay un sistema de altas presiones en cada uno de los tres océanos en la parte descendente de la célula de Hadley: el Atlántico Sur en la isla Santa Helena, el Pacífico Sur cerca de la isla de Pascua y en el Océano Índico alrededor de las Islas Mascareñas. Al sur de estos tres sistemas se encuentra una sucesión de bajas al norte del continente antártico que son famosas por sus vientos violentos y constantes (véase Howling Fifties).